# MK Airlines
MK Airlines Ltd. era una compagnia aerea cargo del Ghana (registrata nel Regno Unito dal 2006 in poi, con sede ad Hartfield, East Sussex), operativa tra il 1990 e il 2010, concentrandosi sui servizi di trasporto merci da e verso l'Africa. La compagnia indirizzava la maggior parte delle sue merci attraverso le sue basi europee all'aeroporto di Gatwick, quello di Kent, di Ostenda-Bruges o di Lussemburgo-Findel. Lo hub africano si trovava presso l'aeroporto internazionale O.R. Tambo, in servizio presso Johannesburg, Sudafrica.

## Storia
La compagnia aerea era stata fondata da Michael C. Kruger come MK Air Cargo d'Or nel 1990 (MK erano le iniziali del suo fondatore). Con sede e registrazione in Ghana, fu istituita una rete di voli cargo con hub presso l'aeroporto internazionale di Kotoka e l'aeroporto di Gatwick, operata da un solo aereo, un Douglas DC-8. Nel 1993 venne adottato il marchio MK Airlines.
Tra il 1995 e il 1996 la sede della compagnia aerea era stata spostata in Nigeria. Dal 1999 in poi MK Airlines ampliò la sua flotta con Boeing 747-200 configurati per il trasporto merci.  L'ultimo dei suoi DC-8 fu radiato nel 2006.
Nel settembre 2006 l'MK Airlines ottenne una nuova licenza aerea dall'Autorità per l'Aviazione Civile del Regno Unito. Nel novembre 2007 i dirigenti annunciarono i piani per un rebranding della compagnia aerea come British Global. In base a ciò la società cambiò il codice della compagnia aerea in BGB, ma nel marzo 2008 il rebranding fu posticipato a tempo indeterminato.
A causa di vari problemi finanziari MK Airlines dovette sospendere tutte le operazioni di volo il 10 giugno 2008, entrando in amministrazione controllata. Dopo aver ricevuto un investimento da Trans Atlantic Aviation, una sussidiaria del gruppo Belfairs, riavviarono un numero limitato di voli il 20 giugno dello stesso anno. A seguito di una riorganizzazione del finanziamento della compagnia aerea terminò l'amministrazione fallimentare il 24 giugno 2009. Non è stato possibile realizzare i piani per l'acquisizione di aeromobili più efficienti in termini di consumo di carburante come il Boeing 747-400.
Gli oneri finanziari della società non potevano essere risolti a breve termine. Il 9 aprile 2010 tutte le operazioni cessarono con la consegna del certificato di operatore aereo alla CAA del Regno Unito lo stesso giorno. Si cercò di ottenere un accordo volontario aziendale per poter richiedere un rilancio dell'attività, ma il CVA venne impugnato con successo dai creditori in quanto condotto in modo non regolare, venendo respinto dall'Alta Corte di Giustizia il 5 ottobre 2010.

## Flotta
Inizialmente la flotta di MK Airlines era composta principalmente dai Douglas DC-8, introdotti nel '94 e radiati nel 2006, per poi essere mano a mano sostituiti, dal 1999 al 2010, prima del termine di tutte le operazioni di volo, dai Boeing 747-200. Data la natura di MK come compagnia atta al trasporto merci tutti i velivoli erano stati riconvertiti in aerei cargo.

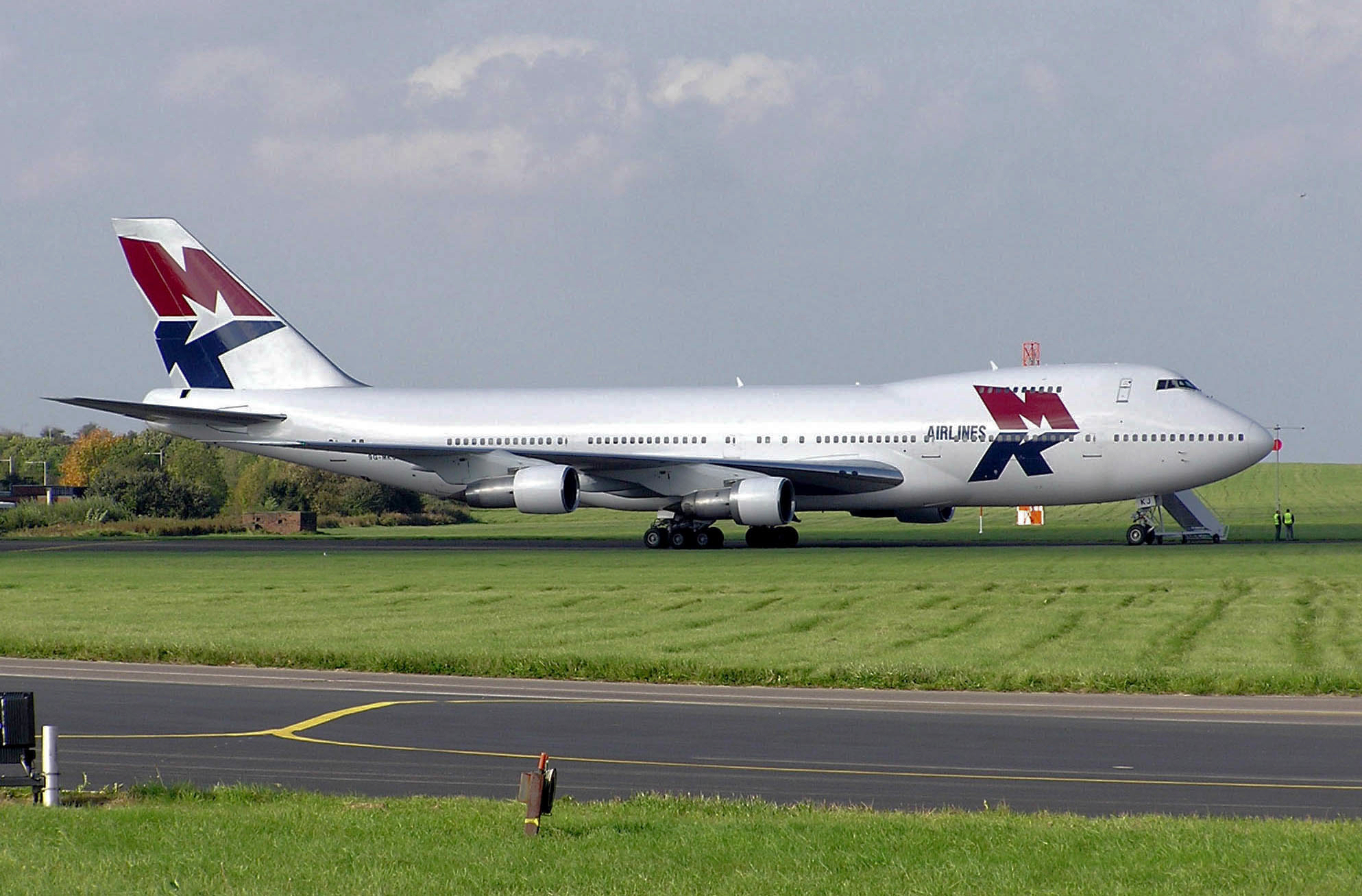
Un Boeing 747-200 della MK Airlines all'aeroporto di Filton (2004). Quattro giorni dopo lo scatto di questa foto, l'aereo viene distrutto nello schianto del volo 1602.

## Incidenti
- 15 febbraio 1992 - Un DC-8 (registrato 9G-MKB) della MK Air Cargo d'Or (come veniva chiamata allora la compagnia) si schiantò e prese fuoco mentre durante l'avvicinamento all'aeroporto di Kano su un volo partito da Londra. Le cinque persone a bordo sopravvissero all'incidente.[10]
- 17 dicembre 1996 - Il DC-8 9G-MKD colpì gli alberi durante l'avvicinamento all'aeroporto internazionale di Port Harcourt a seguito di un volo dal Lussemburgo. I piloti non riuscirono ad effettuare una riattaccata e l'aereo atterrò senza essere completamente sotto controllo, facendolo virare fuori pista e venendo distrutto irreparabilmente. I quattro membri dell'equipaggio rimasero illesi.[11]
- 27 novembre 2001 - Un altro velivolo dell'MK Airlines (questa volta un Boeing 747-200 registrato come 9G-MKI) si schiantò durante la discesa a Port Harcourt completando un volo cargo dal Lussemburgo in una zona di maltempo nella tratta finale. Il ministero dell'Aviazione della Nigeria scrisse un rapporto (FMA/AIPB/389) in cui si determinava che il pilota stava utilizzando un avvicinamento non standard con il pilota automatico al di sotto dei 2.000 piedi (610 m). Delle tredici persone a bordo una morì nell'incendio scoppiato subito dopo lo schianto.[12][13]
- 14 ottobre 2004 - Lo schianto del volo MK Airlines 1602 con le sue sette vittime segnò il peggior incidente nella storia della MK Airlines. L'aereo coinvolto, un Boeing 747-200 immatricolato 9G-MKJ, sostò all'aeroporto internazionale di Halifax Stanfield per rifornirsi di carburante prima di partire per la sua destinazione finale di Saragozza, in Spagna. Il Boeing uscì di pista, si ruppe e prese fuoco. Non ci furono sopravvissuti. L'indagine del TSB sull'incidente rivelò che l'equipaggio aveva utilizzato un peso sbagliato per calcolare la spinta al decollo necessaria. Durante la sosta, infatti, erano state caricate diverse tonnellate di pesce e aragoste, appesantendo ulteriormente l'aereo, ma i piloti, stanchi dopo lunghe ore di lavoro, non considerarono questo fatto.[14][15]